# Беркенгейм, Абрам Моисеевич
Абрам Моисеевич Беркенгейм (10 (22) марта 1867, Динабург, Витебская губерния — 28 октября 1938, Москва) — русский и советский учёный, химик-органик, крупнейший химик-фармацевт довоенного СССР, Заслуженный деятель науки и техники РСФСР (1934).

## Биография
Родился в семье купца первой гильдии Моисея Соломоновича Беркенгейма и его жены Аграфены Коган. По материнской линии является родственником Карла Маркса.
Среднее образование получил в 4-й и 1-й московских гимназиях (выпуск 1885 года). В 1890 году окончил естественное отделение физико-математического факультета Московского университета, защитив дипломную работу на тему «Терпены и камфоры и их связь с другими рядами органических соединений», за которую ему была присуждена золотая медаль. Ещё в 1889 году, занимаясь одновременно своей дипломной работой, А. М. Беркенгейм был привлечён в качестве преподавателя при кафедре органической и аналитической химии, которую в то время возглавлял знаменитый русский химик проф. В. В. Марковников. Проф. Марковников очень ценил А.М. Беркенгейма и в 1890 году добился его оставления при университете, несмотря на противодействие реакционного университетского начальства, возражавшего против допущения евреев к педагогической и научной работе в стенах Московского университета.

### Командировка в Германию
В 1891 году Абрам Моисеевич был командирован в Германию, в Геттингенский университет к крупнейшему мировому химику, проф. Отто Валлаху, впоследствии получившему Нобелевскую премию, основоположнику современной химии терпенов. Защитив у Валлаха  докторскую диссертацию на тему «О ментоле», А.М. Беркенгейм получил степень доктора Геттингенского университета summa cum laude, что значит «с высшим отличием», и одновременно предложение от проф. Валлаха остаться навсегда в Германии и вступить в число преподавателей Геттингенского университета при его кафедре в качестве ассистента по отделению докторских диссертаций. Это чрезвычайно лестное предложение Абрам Моисеевич категорически отклонил, решив вернуться в Московский университет и отдать свои знания служению своей родине. Но его радостное и почётное возвращение на родину было вскоре омрачено.
В Москве, в 1895 году, тотчас по приезде он получил оскорбительное письмо от очень известного и влиятельного в то время представителя реакционной части московской профессуры, профессора химии в Московском университете Н. Н. Любавина, которому, как и другим химикам, по установленному обычаю, Беркенгейм послал оттиск своей докторской диссертации. Письмо было следующего содержания:

«Милостивый государь Абрам Моисеевич!
Во избежание в будущем недоразумений, возвращаю при сём присланную Вами книгу, так как ничего не желаю принимать от евреев и не желаю, чтобы они меня считали своим».

### Эмиграция
Глубоко лично оскорблённый, Абрам Моисеевич решил немедленно покинуть университет, а через неделю вообще уехал из России. За границей А. М. Беркенгейм принял активное участие в организации помощи евреям-эмигрантам, вынужденным покинуть свою родину в связи с императорским указом и последующим приказом московского генерал-губернатора, великого князя Сергея Александровича (по Высочайшему повелению 28 марта 1891 года в изъятие закона 1865 года, предоставлявшего ремесленникам-евреям право повсеместного жительства, им было запрещено пребывание в Москве и Московской губернии, и все проживавшие здесь должны были в короткий срок выселиться в местности, определённые для постоянной оседлости).
Это обстоятельство побудило А. М. Беркенгейма отдать все свои силы и энергию делу помощи соотечественникам, переселявшимся в поисках возможности жить и работать в далекие страны, в частности, в Аргентину.
Начиная с этого времени, Абрам Моисеевич в течение многих лет вёл большую общественную работу, занимаясь вопросами переселения и организации земледельческого труда для евреев. Вместе с тем, увлекшись общими вопросами переселения европейских народов, А. М. Беркенгейм начинает изучать переселенческое дело в целом ряде стран, где имеет место эмиграция или иммиграция европейских народов. Он посещает свыше 30 различных стран (Южная Америка, Соединённые Штаты, Египет, Палестина, Канада, Уругвай, Тунис и другие).
За это время им выпущен ряд работ экономического характера, обративших на себя внимание специалистов.
За годы своих странствований Абрам Моисеевич не имел возможности научно работать в области химии. Но всё же он не забывает своей любимой науки, непрерывно интересуется её достижениями, посещает научные конференции и съезды, общаясь при этом с представителями передовой европейской и американской химической мысли. Это плодотворное общение способствует переходу А. М. Беркенгейму к новым идеям в области химии, основанным на революционных сдвигах, обозначившихся в учении о строении материи, в электронной теории, и послужившим впоследствии основой для его научных работ.

### Возвращение в Россию
Вернувшись в 1908 году в Москву, Абрам Моисеевич вновь был приглашён Н.Д. Зелинским в Московский университет, но снова встретил сопротивление со стороны реакционных университетских кругов. Потребовалось много упорной борьбы, в которой энергичное участие принял К. А. Тимирязев, пока, наконец, А. М. Беркенгейму удалось занять скромное место лаборанта в лаборатории органической и аналитической химии Московского университета. Вскоре после этого, благодаря энергичной помощи А. Н. Реформатского, А. М. Беркенгейму удается получить кафедру аналитической химии на Московских высших женских курсах (1910).
В то время аналитическая химия на медицинском факультете считалась предметом совершенно второстепенным и ей уделялось чрезвычайно мало внимания. Но А. М. Беркенгейм, считая, что основам химии и химическому мышлению можно научиться именно на материале аналитической химии и что знание основ химии является необходимым условием полноценного и широкого медицинского образования, сумел создать увлекательный курс, построенный на основах электронной теории строения материи. Излагая студентам на лекциях самые последние достижения науки, обладая при этом даром с удивительной простотой излагать самые трудные для усвоения вопросы, он привлёк внимание студентов-медиков к изучению химии и добился того, что многие даже окончившие медицинский факультет врачи приходили слушать его лекции.
Вместе с тем Абрам Моисеевич был одним из первых ученых вообще (а в России, несомненно, первым), который сумел применить к преподаванию основ химии студентам новейшие достижения физической науки в области электронного строения материи. Целый ряд понятий, которые в настоящее время вошли во все без исключения учебники по химии для высшей и даже для средней школы, в то время встречался многими весьма враждебно вследствие нежелания ломать прочно установившиеся в преподавании химии методические традиции. А. М. Беркенгейму пришлось на протяжении всей своей жизни бороться за эти новые идеи в области химии и за своё право применять их в преподавании.
Созданный им курс был в 1910 году издан под заглавием «Теоретические основы аналитической химии». Эта книга впоследствии, будучи значительно расширена и переработана, выдержала ряд изданий. Уже в этой книге А. М. Беркенгейм вводит главы, касающиеся основ физической и коллоидной химии, знание которых для медика он считал необходимым, а впоследствии (уже после Октябрьской социалистической революции) при его активном содействии курс физической и коллоидной химии вводится в учебные планы всех медицинских вузов.
До 1917 года А. М. Беркенгейм был преподавателем аналитической химии на медицинском факультете МВЖК.
Во время Первой мировой войны вместе с младшим братом Б.М. Беркенгеймом в сотрудничестве с Н.Д. Зелинским конструировал противогазы.

### После 1917 года
В 1917 году, когда Советское правительство приступило к созданию почти не существовавшей до того времени промышленности лекарственных средств, Абраму Моисеевичу было поручено создание специальной кафедры при 2-м МГУ, которая должна была подготовить кадры специалистов для этой промышленности.
При самом возникновении этой кафедры А. М. Беркенгейму пришлось выдержать упорную борьбу против тенденции ограничить эти кадры квалификацией более или менее образованных провизоров. Он считал необходимым создание кадров настоящих полноценных химиков-инженеров, специалистов по химии и технологии синтетических лекарственных веществ. И именно Абрам Моисеевич Беркенгейм и созданная им кафедра определяли, как сказали бы сейчас, вектор развития созданного в октябре 1918 года постановлением коллегии Народного комиссариата просвещения РСФСР 2-го Московского государственного университета.
Обучая студентов на основе последних достижений науки, приучая их творчески мыслить, постоянно увязывая теорию с практикой, с бережливым производственным планом и опытом, постоянно следя за работой каждого отдельного студента, А. М. подготовил для промышленности многие сотни прекрасно обученных специалистов, которые успешно работали почти на всех химических заводах Советского Союза, занимающихся органическим синтезом.
Многие из учеников А. М. Беркенгейма с успехом занимали ответственные посты, и все они с благодарностью вспоминали о том, с каким вниманием и любовью он выращивал каждого отдельного студента, помогая ему подчас не только в научных вопросах, но и во всех бедах «житейского порядка», с которыми к нему всегда обращались как сотрудники, так и студенты. Они всегда встречали с его стороны внимательное участие и действенную помощь.
Именно благодаря его энергии и энтузиазму в трудные для страны 1920-е годы 2-й Московский Государственный университет смог не только сохранить, но и умножить свой потенциал: он готовил остро необходимых для молодой советской фармацевтической промышленности квалифицированных специалистов, одновременно проводя научные исследования по целому ряду направлений химии и химической технологии. В 1930-м году на базе 2-го МГУ был создан Московский институт тонкой химической технологии, в котором его кафедра синтетических лекарственных средств была реорганизована в кафедру тонкой органической технологии (ныне кафедра химии и технологии биологически активных соединений Московского университета тонких химических технологий им. М. В. Ломоносова). Этой кафедрой Абрам Моисеевич руководил до самой своей смерти.
В 1930-е гг. по совместительству преподавал в Московском химико-технологическим институте им. Д. И. Менделеева. В 1927—1934 годах принимал участие в составлении «Технической энциклопедии» под редакцией Л. К. Мартенса, автор статей по тематике «химия».
Сохраняя одновременно свою кафедру на медицинском факультете, выросшем после революции в результате ряда реорганизаций во 2-й Московский медицинский институт, он занял в последнем кафедру общей химии, объединявшую преподавание студентам-медикам пяти дисциплин: общей химии, качественного анализа, количественного анализа, физической и коллоидной химии.
Курс общей химии в этом институте Беркенгейм построил совершенно так же, как и свой прежний курс аналитической химии, на основе электронной теории строения материи. Студенту-медику с самого начала излагалась современная точка зрения на строение атома и на природу химических реакций; таким образом, достигалось сознательное отношение студента к химическим процессам и полностью искоренялось заучивание непонятных формул. Эта современная структура курса и своеобразный метод обучения студентов имела много последователей в ряде других вузов СССР, где обучение студентов строилось по тому принципу, который был выработан и впервые применён А. М. Беркенгеймом.
Считая, что для подготовки хорошего специалиста-химика недостаточно обучить его работе в лаборатории, А. М. Беркенгейм организовал при своей лаборатории полузаводскую установку, на которой проходили обучение все его студенты. Не имея достаточных средств для оборудования этой полузаводской установки, он перечислил на расходы по её улучшению свою личную премию в 20 000 рублей, полученную им от промышленности в 1927 году за постановку производства одного лекарственного препарата — атофана.

### Научная деятельность
Принимал деятельное участие в разработке методов производства многих сложнейших синтетических лекарственных препаратов и ставил затем эти производства на заводах. Ему с его учениками принадлежит разработка методов и постановка производства таких лекарственных препаратов, как:
- атофан,
- люминал;
- новокаин;
- анестезин;
- антипирин, а также многих других препаратов, которые до того никогда в нашей стране не производились, а ввозились из-за границы.

А.М. Беркенгейм совместно с учениками проводит также ряд работ по рационализации уже существующих производств, по использованию отходов и т.д.
К числу таких работ относятся:
- Получение гваякола и гюэтола из дихлорбензола, являющегося отходом при производстве хлорбензола;
- Получение бензойной кислоты и бензальдегида путём окисления толуола отходами при производстве марганцевокислого калия;
- Получение синтетических лекарственных препаратов сигнолина и истицина из отходов при производстве ализариновых красителей и ряда других.

Много лет подряд А.М. Беркенгейм вместе со своими сотрудниками занимался вопросом о химическом использовании сланцевой смолы. Результатом этих работ явилось получение экспортного ихтиола и также изобретение двух новых препаратов — альбихтола и хлорихтина, прошедших через клиническое испытание и оказавшихся весьма благотворными при лечении ряда гинекологических, кожных, хирургических, нервных и других заболеваний.
Наряду с этим ему принадлежит идея применения сланцевой смолы для целей флотации, где она нашла широкое применение.
По инициативе А.М. Беркенгейма широкое применение в целом ряде отраслей промышленности нашли также разработанные по его методу продукты сланцевой смолы. Эти продукты прошли через заводское испытание, и при этом были получены весьма хорошие результаты.
Все эти работы по химическому использованию сланцевой смолы, выполненные им совместно с его сотрудниками, напечатаны в разных журналах, а кроме того ими подготовлена к печати целая книга «О химическом использовании сланцевой смолы».
Высказанные им идеи легли в основу читавшихся им курсов органической химии — в 1-м МГУ — и химии синтетических лекарственных средств — во 2-м МГУ, а затем в Институте тонкой химической технологии. На основе этих же идей построен план изданного им в 1935 году курса «Химия и технология синтетических лекарственных средств».
Теоретические воззрения А. М. Беркенгейма положили начало его научной школе, воспитавшей многочисленных учеников и давшей ряд экспериментальных работ, посвященных доказательству его идей в области органической химии. К числу главнейших его работ принадлежат следующие:
- Изомерия сульфопроизводных антрацена и антрахинона в связи с электронным строением органических соединений.
- Электронная теория в химии дисульфопроизводных антрахинона.
- Химия тиокола с точки зрения электронной теории.
- Электронная теория в химии моносульфопроизводных нафталина.
- Свойства изомерных нитросоединений по воззрениям электронной теории.
- Изучение природы азота в аминоксидах с точки зрения электронной теории.
- О перегруппировках зарядов углеродных ионов фенильной группы при образовании ароматических аминоксидов.
- Электроизомерные орто-толуидины и их производные.
- Антималярийные вещества с точки зрения электронного строения молекул.
- Синтез 4-метокси-2-амино-карбазола.
- Механизм получения нафталина из ?-нитронафталина.
- Отщепление бромистоводородной кислоты от дибромпроизводных жирного ряда.
- Получение из фурфурола непредельных углеводородов СnН2n-2— синтез пиперилена.

Интересуясь в течение всей своей жизни теоретическим объяснением химических процессов, А. М. Беркенгейм много времени уделяет вычислению тепловых эффектов, вносимых отдельными химическими элементами в общий энергетический баланс химических реакций. Ему удалось доказать, что величины этих тепловых эффектов подчиняются тем же закономерностям, что и другие свойства отдельных элементов, т. е. что они являются периодической функцией атомного номера элемента. Таким образом, ему принадлежит заслуга распространения менделеевского закона на энергетические свойства элементов.
Работа эта под заглавием «Zur Elektronenthermochemie der anorganischen Verbindungen», напечатанная в Zeitschr. fur physikal. Chem., обратила на себя внимание за границей.
Наряду с большой педагогической и научной работой Абрам Моисеевич постоянно активно участвовал в общественной жизни страны вообще и, в частности в жизни тех институтов, в которых он работал.
Он принимал большое участие в работе Комитета по химизации, в Комитете по высшему техническому образованию при ЦИК СССР, в Комитете по делам высшей школы при СНК СССР, в ЦБ секции научных работников, где принимал горячее участие в выработке тех положений, которые затем проходили в жизнь.
Активное участие А.М. Беркенгейм принимал в работе Высшей аттестационной комиссии, где постоянно отстаивал повышение уровня требований для профессорско-преподавательского состава, а также при присвоении ученых степеней.
В 1934 году Абрам Моисеевич Беркенгейм был избран в члены Моссовета, где принимал активное участие в работе промышленной секции.
Умер непосредственно после прочитанной очередной лекции. Похоронен в Москве на Новодевичьем кладбище (3 участок).

## Семья
Жена — Фрида Израилевна Беркенгейм (1888—1978).
Братья:
- Борис Моисеевич Беркенгейм (1885—1959), профессор, химик, заведующий кафедрой неорганической химии МГУ. Заслуженный деятель науки и техники РСФСР. Основатель журнала «Успехи химии».
- Григорий Моисеевич Беркенгейм (1872—1919) — домашний врач семьи Л. Н. Толстого. Во время русско-японской войны 1904—1905 годов работал врачом офицерского госпиталя, заведовал медицинской частью Харбинского управления. Был награждён орденами св. Станислава и св. Анны III степени[8];
- Александр Моисеевич Беркенгейм (1878—1932) — эсер, один из учредителей Политического Красного Креста и лидеров кооперативного движения в России, председатель Союза еврейских кооперативных обществ в Польше (его внук — писатель С. Е. Каледин).
- Леон Моисеевич Беркенгейм (1866 — после 1914)[9] — врач, покончил с собой не ранее 1914 года.

Дети:
- Леонид Абрамович Беркенгейм — инженер. Окончил МВТУ им. Н.Э. Баумана.
- Мария Абрамовна Беркенгейм (1911—1944) — химик, ассистент кафедры химии 2-го МГУ.
- Анна Абрамовна Беркенгейм (1912—?)
- Александра Абрамовна Беркенгейм (1915—2017)

Внуки:
- Михаил Леонидович Беркенгейм (род. 1945) — профессор, врач-гинеколог.
- Галина Леонидовна Беркенгейм — детская писательница.

## Награды
- Заслуженный деятель науки и техники РСФСР (1934)

## Книги и публикации А.М. Беркенгейма
- Über Mentho. Inaugural-Dissertation. W. F. Kaestner, 1892.
- Исследование ментола. СПб: Типография В. Демакова, 1892.
- Аргентина и её колонии. Статья первая. М.: Типо-литография товарищества И.Н. Кушнерев и К°, 1894.
- Развитие колонизации и устройство земледельческих колоний в Аргентине. // Русская мысль. — М., 1894. — № 9, 10.
- Аргентина и её колонии. Статья вторая. М.: Товарищество типографий А. И. Мамонтова, 1895.
- Жизнь в пампасах Южной Америки (Из поездки в Аргентину). М.: Товарищество типографий А. И. Мамонтова, 1895. — 30 с.
- Географические условия и природа Аргентинской республики (с картой). М.: Товарищество типографий А. И. Мамонтова, 1895.
- Современное экономическое положение Сирии и Палестины. М.: Товарищество типографий А. И. Мамонтова, 1897.
- Переселенческое дело в Сибири (По личным наблюдениям и официальным данным). М.: Типо-литография товарищества И. Н. Кушнерев и К°, 1902.
- Теоретические основы аналитической химии (Лекции, читанные слушательницам Медицинского факультета Московских высших женских курсов в 1910 г.). М.: Издано слушательницами Т. Фивейской, К. Крюковой и А. Бегичевой, 1910.
- Основы теоретической химии: Введение в качественный химический анализ (Курс лекций, читанных слушательницам Московских высших женских курсов). М.: Студенческое издательство, 1914.
- Основы электронной химии органических соединений (Курс лекций, читанных слушательницам Московских высших женских курсов в 1916 г.). М.: Типография товарищества И. Д. Сытина, 1917.
- Химия и технология синтетических лекарственных средств. М.—Л.: Главная редакция химической литературы, 1935.
- Практикум по синтетическим лекарственным и душистым веществам. М.—Л.: Госхимиздат, 1942.